# Metroid II: Return of Samus
Metroid II: Return of Samus — вторая игра серии Metroid, разработанная Nintendo R&D1 и выпущена для Game Boy в ноябре 1991 года в Северной Америке, в январе 1992 года — в Японии и в мае 1992 года — в Европе. В Metroid II разработчики впервые добавили к Вариа Костюму Самус большие круглые плечи, и с тех пор этот элемент костюма, наряду с Морфо-Шаром, стал одной из самых заметных черт серии и появлялся во всех последующих играх.

## Сюжет
Галактическая Федерация, обеспокоенная событиями на планете SR388, отправляет Самус Аран на особую миссию по уничтожению всех метроидов на их родной планете, чтобы Космические Пираты не смогли впредь воспользоваться ими для своих зловещих целей. На этой планете Самус обнаруживает древний подземный комплекс, скрытый под толщей озера. Исследуя его, она встречает метроидов в различных стадиях их эволюционного жизненного цикла — от маленьких существ, похожих на медузу, до огромных летающих монстров (Альфа, Гамма, Зета и Омега); наконец, она встречает Королеву метроидов и убивает её. На обратном пути к своему кораблю Самус находит в пещерах яйцо, из которого прямо у неё на глазах вылупляется маленький метроид. Малыш привязывается к Самус, считая её своей матерью, и следует за ней к кораблю.

## Игровой процесс
Игровой процесс Metroid II в целом повторяет оригинальную игру, являясь сайд-скроллером. Игрок вновь управляет Самус Аран, которая снова возвращается на планету SR388. Главной задачей главной героини является уничтожение определённого числа метроидов. По мере исследования пещер планеты игрок встретит различные формы метроидов, начиная от зародышевой в виде медузы и заканчивая Королевой метроидов.
Metroid II появились более удобные точки сохранения взамен системы паролей и сохранений первой части.
В игре появились два новых вида оружия: Спазер, стреляющий тремя лазерными лучами, и Плазменный луч, уничтожающий большинство обычных врагов. Также в Metroid II появилось улучшение костюма «Космический прыжок», позволяющий отталкиваясь в воздухе бесконечно прыгать, благодаря чему персонаж может достигать ранее недостижимых областей. Морф-шар из первой части получил дополнительные улучшения — «Паучий шар» и «Прыгающий шар»: первый позволяет карабкаться по стенам в режиме морф-шара, второй — прыгать в режиме морф-шара.

## Оценки игры
| Сводный рейтинг | Сводный рейтинг |
| Агрегатор       | Оценка          |
| --------------- | --------------- |
| GameRankings    | 78,90 %         |